# Våbenbrødre
Våbenbrødre er en fantasyserie med 8 bind, skrevet af John Flanagan.
Den handler om Hal og hans mandskab, Hejrerne, som drager ud på en masse eventyr sammen som bringer alt fra latterudbrud til blodtørstige og legendariske kampe. 
De seks første bind er oversat til dansk, og efter sigende skulle der være flere på vej efter det syvende.
1. De Uønskede"
2. Under Angreb"
3. Jagten på Andomal"
4. Slaverne fra Socorro"
5. Skorpion Bjerget"
6. Spøgelseskrigerne"
7. Vulkanøen"
8. Temujaierne Vender Tilbage"